# ملفان

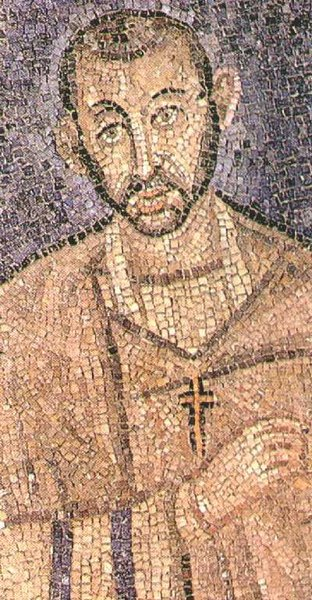

الملفان (بالسريانية: ܣܘܪܝܝܐ مَلفونو، باللاتينية: doctor) هو لقب يعطى لبعض رجال الدين في الكنائس المسيحية (ولبعض الراهبات بالكنيسة الكاثوليكية) اعترافا بإنجازات قاموا بها في مجال اللاهوت والعقيدة.
تعطي الكنيسة الكاثوليكية لقب "Doctor Ecclesiae" ل-33 من قديسيها الذين برزوا في مجال التعليم والتثقيف.
يستخدم لفظ ܡܠܦܢ ملفانا والذي يعني «معلم» بالسريانية للدلالة على كبار رجال الدين واللاهوتين لدى الكنائس السريانية. كما أصبحت الكلمة تعطى كلقب للمؤلفين من غير رجال ألدين ابتداء من القرن التاسع عشر.